# Calathusa eremna
Calathusa eremna är en fjärilsart som beskrevs av Turner 1902. Calathusa eremna ingår i släktet Calathusa och familjen trågspinnare. Inga underarter finns listade i Catalogue of Life.